# Pallanuoto ai Giochi della XXVIII Olimpiade - Torneo femminile
Il secondo torneo olimpico femminile di pallanuoto è stato disputato nel corso delle Olimpiadi di Atene dal 16 al 26 agosto 2004.
Le otto partecipanti sono state inserite in due gironi da quattro squadre ciascuno, al termine dei quali le prime classificate si sono qualificate direttamente alle semifinali, mentre le seconde e le terze si sono incrociate nei quarti.
Le campionesse europee in carica dell'Italia hanno conquistato l'oro battendo in finale le padrone di casa della Grecia. Nella finale per il bronzo gli Stati Uniti campioni del mondo hanno superato le campionesse olimpiche uscenti dell'Australia.

## Fase preliminare

### Gruppo A
|    | Squadra    | Pti | G | V | P | S | GF | GS | Diff |
| -- | ---------- | --- | - | - | - | - | -- | -- | ---- |
| 1. | Australia  | 5   | 3 | 2 | 1 | 0 | 22 | 16 | +6   |
| 2. | Italia     | 4   | 3 | 2 | 0 | 1 | 20 | 14 | +6   |
| 3. | Grecia     | 3   | 3 | 1 | 1 | 1 | 17 | 20 | –3   |
| 4. | Kazakistan | 0   | 3 | 0 | 0 | 3 | 16 | 25 | –9   |

| Data      | Ora   | Partita   | Partita | Partita    |
| --------- | ----- | --------- | ------- | ---------- |
| 16 agosto | 10:45 | Australia | 6 - 5   | Italia     |
| 16 agosto | 17:45 | Grecia    | 8 - 6   | Kazakistan |
| 18 agosto | 09:30 | Australia | 9 - 4   | Kazakistan |
| 18 agosto | 17:45 | Italia    | 7 - 2   | Grecia     |
| 20 agosto | 09:00 | Italia    | 8 - 6   | Kazakistan |
| 20 agosto | 18:00 | Australia | 7 - 7   | Grecia     |

### Gruppo B
|    | Squadra     | Pti | G | V | P | S | GF | GS | Diff |
| -- | ----------- | --- | - | - | - | - | -- | -- | ---- |
| 1. | Stati Uniti | 4   | 3 | 2 | 0 | 1 | 20 | 16 | +4   |
| 2. | Russia      | 4   | 3 | 2 | 0 | 1 | 21 | 22 | –1   |
| 3. | Ungheria    | 2   | 3 | 1 | 0 | 2 | 19 | 20 | –1   |
| 4. | Canada      | 2   | 3 | 1 | 0 | 2 | 16 | 18 | –2   |

| Data      | Ora   | Partita     | Partita | Partita     |
| --------- | ----- | ----------- | ------- | ----------- |
| 16 agosto | 09:30 | Stati Uniti | 7 - 6   | Ungheria    |
| 16 agosto | 16:30 | Russia      | 8 - 6   | Canada      |
| 18 agosto | 10:45 | Canada      | 6 - 5   | Stati Uniti |
| 18 agosto | 16:30 | Russia      | 9 - 8   | Ungheria    |
| 20 agosto | 10:15 | Stati Uniti | 8 - 4   | Russia      |
| 20 agosto | 16:45 | Ungheria    | 5 - 4   | Canada      |

## Fase finale

### Tabellone
|  | Quarti di finale      | Quarti di finale |             |             | Semifinali                | Semifinali                |  |  | Finale | Finale |
|  |                       |                  |             |             |                           |                           |  |  |        |        |
|  |                       |                  |             |             |                           |                           |  |  |        |        |
|  |                       |                  |             |             |                           |                           |  |  |        |        |
|  | A1: Australia         | -                |             |             |                           |                           |  |  |        |        |
|  | A1: Australia         | -                |             |             |                           |                           |  |  |        |        |
|  | ammessa in semifinale | -                |             |             |                           |                           |  |  |        |        |
|  | ammessa in semifinale | -                | Australia   | 2           |                           |                           |  |  |        |        |
|  |                       |                  | Australia   | 2           |                           |                           |  |  |        |        |
|  |                       | Grecia           | 6           |             |                           |                           |  |  |        |        |
|  | B2: Russia            | Grecia           | 6           | 4           |                           |                           |  |  |        |        |
|  | B2: Russia            |                  |             | 4           |                           |                           |  |  |        |        |
|  | A3: Grecia            | 7                |             |             |                           |                           |  |  |        |        |
|  | A3: Grecia            | 7                | Grecia      | 9           |                           |                           |  |  |        |        |
|  |                       |                  | Grecia      | 9           |                           |                           |  |  |        |        |
|  |                       | Italia           | 10          |             |                           |                           |  |  |        |        |
|  | B1: Stati Uniti       | Italia           | 10          | -           |                           |                           |  |  |        |        |
|  | B1: Stati Uniti       |                  |             | -           |                           |                           |  |  |        |        |
|  | ammessa in semifinale | -                |             |             |                           |                           |  |  |        |        |
|  | ammessa in semifinale | -                | Stati Uniti | 5           | Finale per il terzo posto | Finale per il terzo posto |  |  |        |        |
|  |                       |                  | Stati Uniti | 5           | Finale per il terzo posto | Finale per il terzo posto |  |  |        |        |
|  |                       | Italia           | 6           |             |                           |                           |  |  |        |        |
|  | A2: Italia            | Italia           | 6           | 8           | Australia                 | 5                         |  |  |        |        |
|  | A2: Italia            |                  |             | 8           | Australia                 | 5                         |  |  |        |        |
|  | B3: Ungheria          | 5                |             | Stati Uniti | 6                         |                           |  |  |        |        |
|  | B3: Ungheria          | 5                |             |             | 6                         |                           |  |  |        |        |
|  |                       |                  |             |             |                           |                           |  |  |        |        |
|  |                       |                  |             |             |                           |                           |  |  |        |        |

### Quarti di finale
| Arbitri: | Tomic (CRO) Brguljan (SCG) |

|                |           |                    |
| 1: 4 giocatori | Marcatori | 2: Liosi, Roumpesi |

| Arbitri: | Borrell (ESP) Margeta (SLO) |

|             |           |                     |
| 3: Di Mario | Marcatori | 2: Stieber, Dravucz |

### Semifinali
| Arbitri: | Kiszelly (HUN) Tomic (CRO) |

|                 |           |             |
| 1: 5 giocatrici | Marcatori | 2: Di Mario |

| Arbitri: | Bookelman (NED) Bock (GER) |

|                  |           |             |
| 1: Stuhmcke, Fox | Marcatori | 2: Roumpesi |

### Finali
- 7º posto

| Arbitri: | Koryzna (POL) Burman (NZL) |

|             |           |                 |
| 4: Koroleva | Marcatori | 2: 4 giocatrici |

- 5º posto

| Arbitri: | Legare (CAN) Harrod (AUS) |

|             |           |            |
| 4: Salimova | Marcatori | 3: Stieber |

- Finale per il bronzo

| Arbitri: | Bookelman (NED) Bock (GER) |

|           |           |          |
| 2: Brooks | Marcatori | 3: Estes |

- Finale per l'oro

| Arbitri: | Margeta (SLO) Kiszelly (HUN) |

|          |           |                  |
| 5: Liosi | Marcatori | 3: Miceli, Grego |

## Classifica finale
| Campione Olimpico | Campione Olimpico | Campione Olimpico |
| --- | ----------------- | --- |
| Italia1 Conti, 2 Miceli, 3 Allucci, 4 Bosurgi, 5 Gigli, 6 Zanchi, 7 Di Mario, 8 Ragusa, 9 Malato, 10 Araujo, 11 Musumeci, 12 Grego, 13 Tóth, CT: Pierluigi Formiconi |                   | |
| Argento | Grecia            | Grecia1 Ellinaki, 2 Asilian, 3 Melidōnī, 4 Karapataki, 5 Liosī, 6 Kozompolī, 7 Oikonomopoulou, 8 Roumpesi, 9 Moraitidou, 10 Karagianni, 11 Lara, 12 Moraiti, 13 Mylonaki, CT: Kyriakos Iosifidis |
| Bronzo | Stati Uniti       | Stati Uniti1 Frank, 2 Petri, 3 Lorenz, 4 Villa, 5 Estes, 6 Golda, 7 Dingeldein, 8 Rulon, 9 Moody, 10 Beauregard, 11 Stachowski, 12 Payne, 13 Munro, CT: Guy Baker                                |
| 4 | Australia         | Australia1 Knox, 2 R. Rippon, 3 Cuffe, 4 Castle, 5 Smith, 6 Brooks, 7 Stuhmcke, 8 Gynther, 9 Norwood, 10 Heuchan, 11 Brownlow, 12 Fox, 13 M. Rippon, CT: István Gorgenyi                         |
| 5 | Russia            | Russia1 Voroncova, 2 Šepelina, 3 Salimova, 4 Konuch, 5 Smurova, 6 Zlotnikova, 7 Zubkova, 8 Bogdanova, 9 Petrova, 10 Turova, 11 Šišova, 12 Vasil'eva, 13 Jajna, CT: Aleksandr Klejmenov           |
| 6 | Ungheria          | Ungheria1 Sós, 2 Tiba, 3 Györe, 4 Kisteleki, 5 Stieber, 6 E. Valkai, 7 Drávucz, 8 Zantleitner, 9 Szremkó, 10 Pelle, 11 Valkai, 12 Prímász, 13 Tóth, CT: Tamás Faragó                             |
| 7 | Canada            | CanadaArpin · Bégin · Campbell · Collins · Dewar · Dionne · Dow · Gardiner · Illing · Lamarre · Riddell · Robinson · Salat, CT: Patrick Oaten                                                    |
| 8 | Kazakistan        | KazakistanRytova · Zubkova · Gubina · Khapsalis · Koroleva · Krassilnikova · Klimenko · Gariyeva · Jakayeva · Gritsenko · Mikhailova · Ignatyeva · Tolkunova, CT: Stanislav Pivovarov            |

## Classifica marcatrici
|  | Gol | Marcatrice           | Squadra     |
|  | --- | -------------------- | ----------- |
|  | 14  | Tania Di Mario       | Italia      |
|  | 10  | Evgeniya Salimova    | Russia      |
|  | 10  | Mercedes Stieber     | Ungheria    |
|  | 9   | Sofja KonuKh         | Russia      |
|  | 9   | Kyriakī Liosī        | Grecia      |
|  | 9   | Martina Miceli       | Italia      |
|  | 8   | Svetlana Korolëva    | Kazakistan  |
|  | 7   | Johanne Begin        | Canada      |
|  | 7   | Rita Drávucz         | Ungheria    |
|  | 7   | Kate Gynther         | Australia   |
|  | 7   | Evangelia Moraitidou | Grecia      |
|  | 7   | Brenda Villa         | Stati Uniti |
|  | 6   | 3 giocatrici         |             |
|  | 5   | 2 giocatrici         |             |
|  | 4   | 12 giocatrici        |             |
|  | 3   | 8 giocatrici         |             |
|  | 2   | 16 giocatrici        |             |
|  | 1   | 21 giocatrici        |             |
|  |     |                      |             |

## Fonti
- (EN)  Comitato Organizzatore, Official report of the XXVIII Olympiad. Official results book: Water Polo (la84foundation.org)